# مريد الكلاب
مريد الكُلاّب  هو رجل أعمال و خبير تنمية بشرية وتطوير المهارات الحياتية ومذيع تلفزيوني خليجي من أصول فلسطينية.

## مؤلفاته
- كتاب اكتشف شخصية وشخصية من حولك (دار الراية المصرية)[3][4]
- كتاب ابتسم لتكون أجمل (دار الراية المصرية)
- كتاب أسعد الأزواج (دار الراية المصرية)
- كتاب اصنع ذاتك (دار الراية المصرية)
- كتاب فن الحوار (دار الراية المصري
- كتاب فن الإلقاء (دار الراية المصرية)
- كتاب قوة الهدف (دار الراية المصرية)
- كتاب خمس وصفات للحل (دار الراية المصرية)
- كتاب الفرج القريب (دار الراية المصرية)
- كتاب مهارات الإقناع بالإيحاء (اللغة الملتونية) (دار الراية المصرية)
- كتاب فن تربية الأبناء (دار الراية المصرية)
- كتاب فن الحوار (مؤسسة بداية للنشر والتوزيع )
- كتاب فاوض لتربح (دار الراية المصرية)
- كتاب مبادئ القانون الدولي العام (المركز القومى للإصدارات القانونية)
- كتاب مبادئ القانون الدستورى والعلوم السياسية (المركز القومى للإصدارات القانونية)
- كتاب المنازعات الدولية والطرق الودية والغير ودية (المركز القومى للإصدارات القانونية)
- كتاب الوسيط في علم الأجرام (المركز القومى للإصدارات القانونية)
- كتاب الوسيط في علم العقاب (المركز القومى للإصدارات القانونية)
- كتاب معجم المصطلحات السياسية والدستورية أكثر من 1000 مصطلح (المركز القومى للإصدارات القانونية)

## برامجه
- ثلاثة في خمسة على قناة الرسالة.[5]
- نقطة تحول على قناة الرسالة
- سبعة دقائق على قناة الرسالة
- دروب النهضة على قناة المجد الفضائية